# Діксі Дуган (фільм)
«Діксі Дуган» (англ. Dixie Dugan) — американська кінокомедія режисера Отто Броуера 1943 року.

## У ролях
- Луїс Ендрюс — Діксі Дуган
- Джеймс Еллісон — Роджер Гадсон
- Шарлотта Грінвуд — місіс Дуган
- Чарльз Рагглз — Па Дуган
- Гелен Рейнольдс — Джин Паттерсон
- Реймонд Волберн — Дж. Дж. Лавсон
- Енн Е. Тодд — Імоген Дуган
- Едді Фой молодший — Метт Хоган
- Ірвінг Бейкон — містер Келлі
- Сара Едвардс — місіс Келлі
- Джордж Мелфорд — містер Слоун
- Мей Марш — місіс Слоун